# Stogi
Stogi (in tedesco: Heubude, Heybude, Heibuden) è una frazione di Danzica, situata nella parte orientale della città.